# Thure de Thulstrup
Thure de Thulstrup, né Bror Thure Thulstrup le 5 avril 1848 et mort le 9 juin 1930, est un illustrateur américain qui a émigré de Suède et est devenu un important illustrateur de scènes militaires avec des contributions pour de nombreux magazines, dont pendant trois décennies au Harper's Weekly.

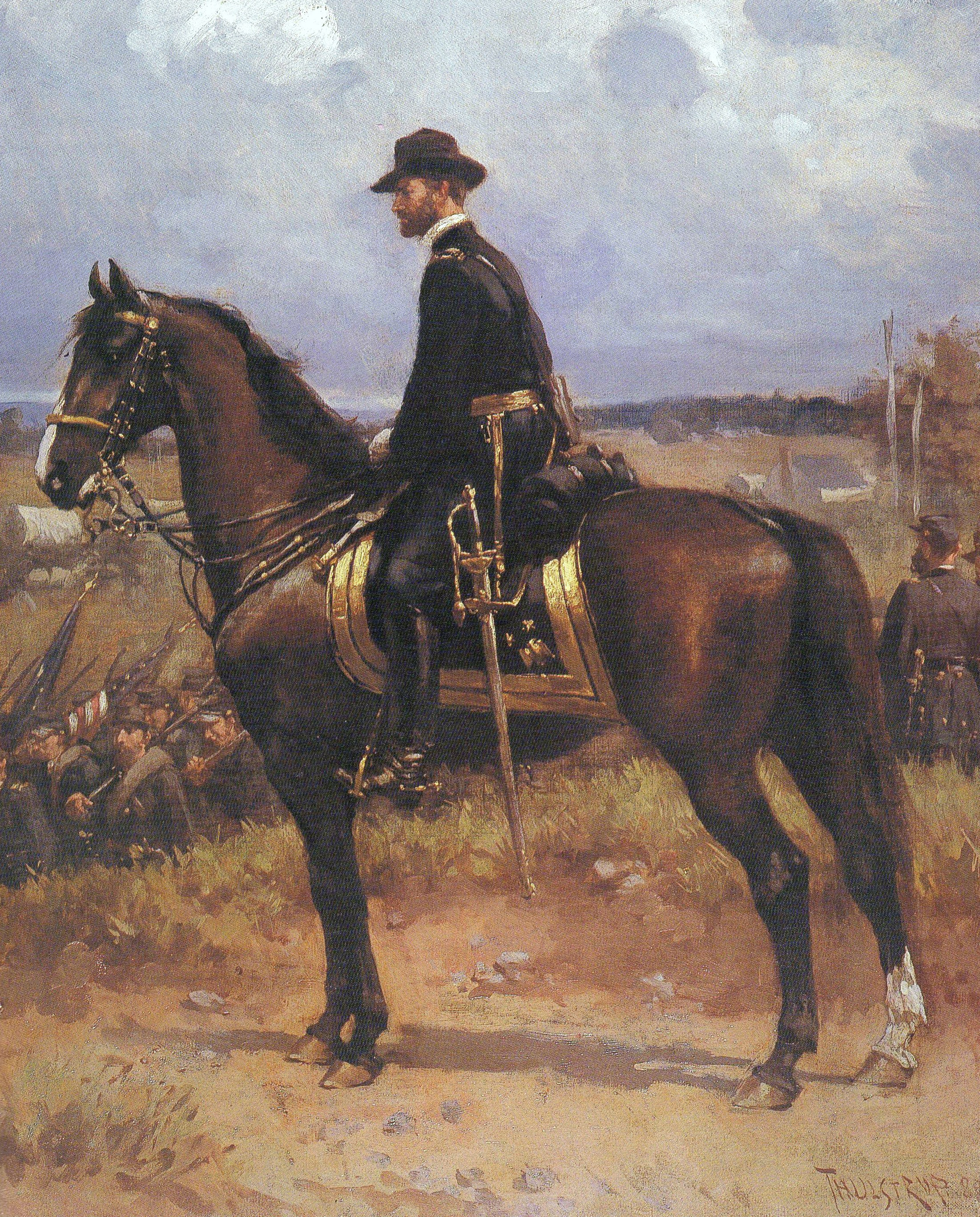
William Tecumseh Sherman.
Bataille d'Antietam.
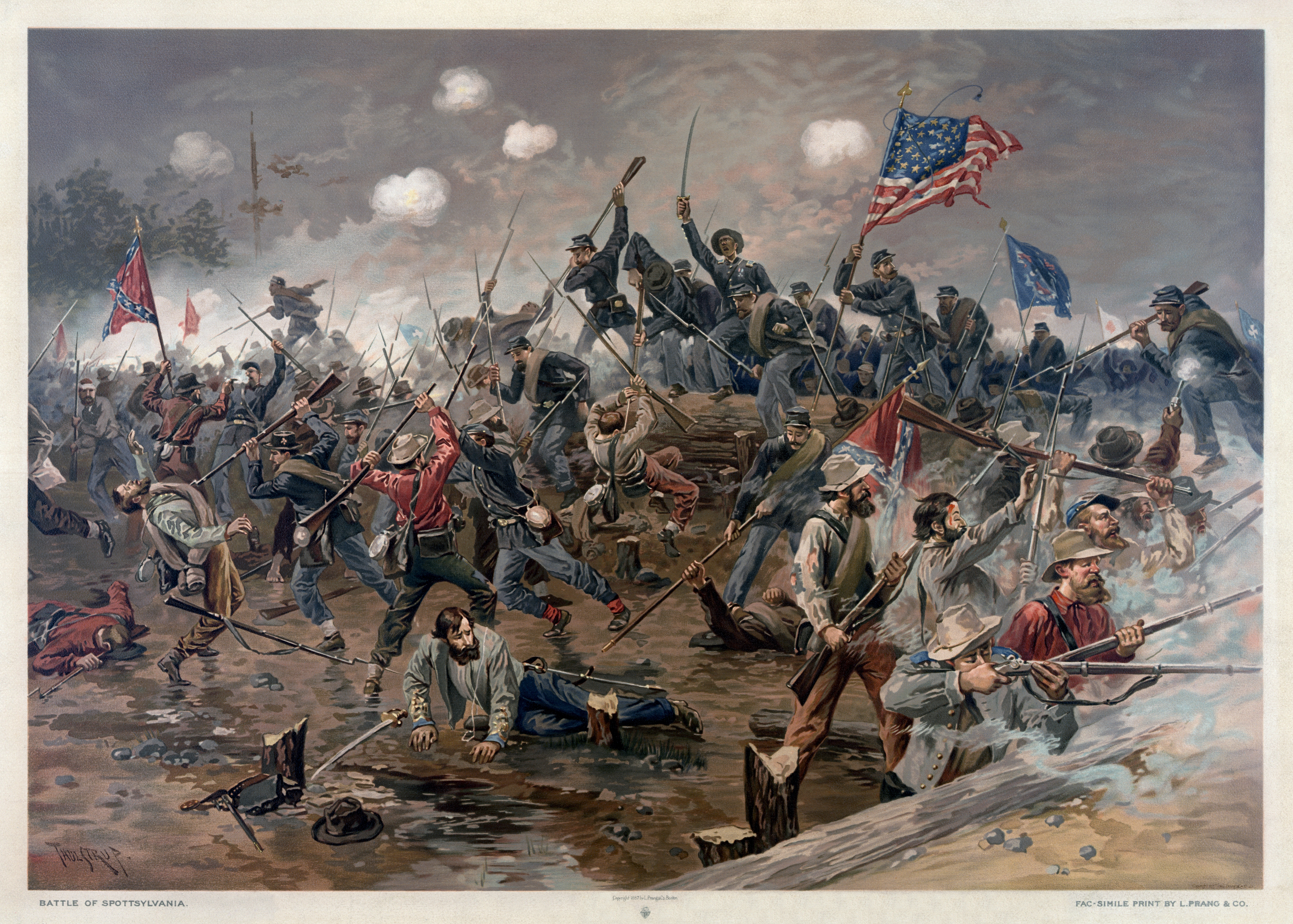
Bataille de Spotsylvania.
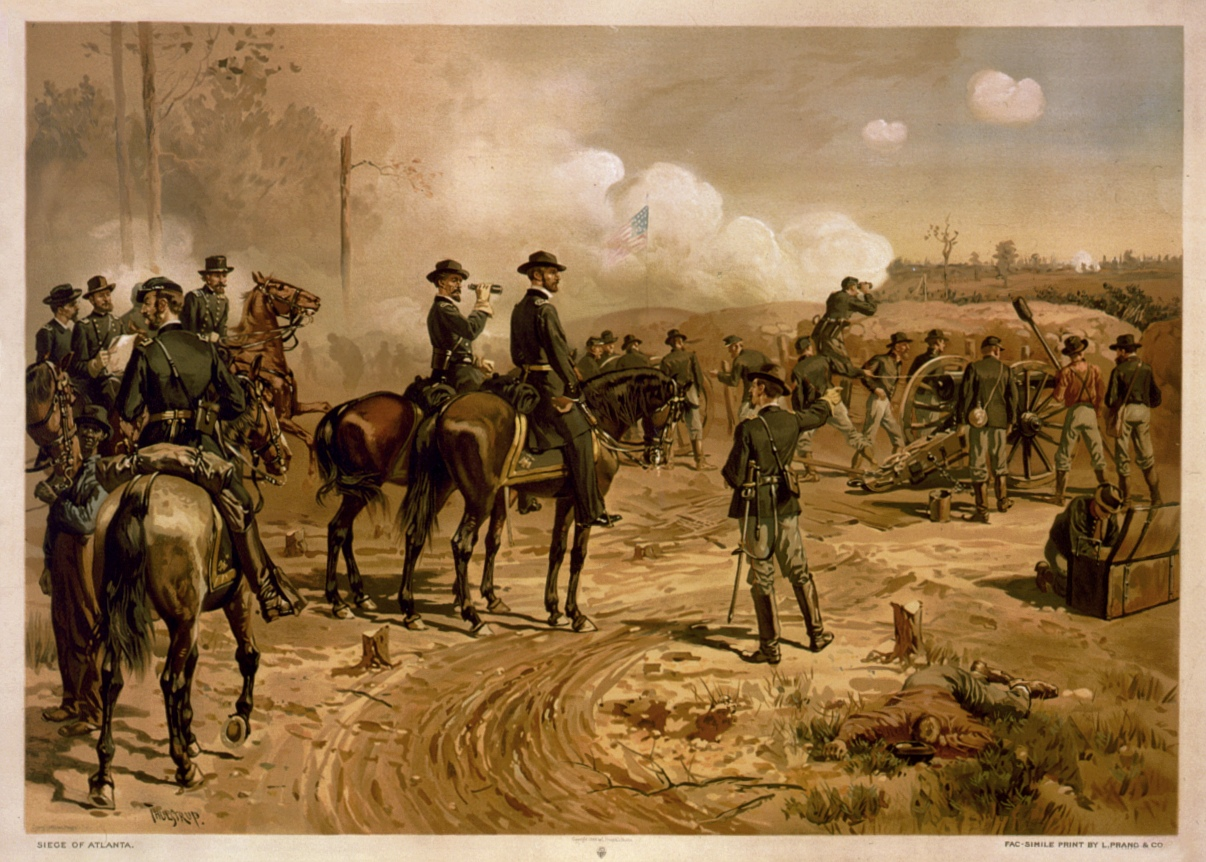
Bataille d'Atlanta.